# Cantivù
Cantivù è stata un'emittente televisiva italiana locale nata nel 1977 a Cantù, Lombardia.

## Storia
Trasmetteva già dagli esordi con 200 W da Civiglio, vicino a Brunate, sul canale UHF 54, coprendo, data l'altezza del sito di irradiazione e l'allora inesistenza di interferenze su tale canale, una vasta area, che comprendeva (completamente o parzialmente) le attuali province di Como, Lecco, Milano, Varese, Pavia, Bergamo, Novara, Alessandria, Vercelli.
L'emittente aveva sede in via Milano, 5/a a Cantù ed era diretta dal giornalista G. De Simoni (direttore anche di Telecomo 1), mentre direttore dei programmi era Marco Lanza.
Tra i programmi prodotti in proprio trasmetteva un telegiornale locale denominato Notiziario, le rubriche Il cittadino chiede, Obiettivo su... pescatori e pesci, Il gruppo dica e il concorso a premi Caccia al 13.
La gestione commerciale era affidata alla concessionaria Espansione Tv di Maurizio Giunco di Como, che più avanti aprì una propria tv proprio con quel marchio.
Nel 1980, con l'avvio delle trasmissioni di Canale 5, Cantivù siglò con la Fininvest un accordo per la ripetizione sulle proprie frequenze dei programmi milanesi, mantenendo tuttavia alcune finestre di trasmissioni locali. Sciolto l'accordo a seguito della dotazione autonoma di impianti da parte della Fininvest, Cantivù iniziò la ripetizione di altre emittenti locali milanesi, in principal modo di Telenova.
Nel 1983 il canale UHF 54 fu destinato alla ripetizione di Retequattro, che la Fininvest aveva rilevato dalla Arnoldo Mondadori Editore. A seguito di un contenzioso interferenziale insorto con la milanese TVM 66 della Tele Milano Libera, che nel frattempo aveva preso ad esercire la medesima frequenza da Barzanò (in provincia di Lecco) e da Milano, questa ultima rilevò l'asset di Cantivù. La società editrice di TVM 66, Teleinform 80 s.r.l., nel frattempo succeduta a Tele Milano Libera, subentrò quindi nell'esercizio del canale UHF 54, dedicandolo poi alla veicolazione del nuovo network in cui essa stessa confluì, Pan TV.
Nel 1990, dopo un rapido avvicendamento dei programmi di Rete Mia e di Telelombardia, emittente che nel frattempo aveva rilevato Canale 6, lo storico impianto ch UHF 54 di Cantivù, fu alienato alla società Unica Lombardia, alla quale succedette la GET s.r.l., editrice di Più Blu Lombardia.

## Programmi
- Notiziario
- Il cittadino chiede
- Obiettivo su... pescatori e pesci
- Il gruppo dica
- Caccia al 13